# Ones (escultura)
Ones és una escultura situada entre la plaça de les Drassanes i el Moll de Barcelona, al barri del Raval de Barcelona. Inaugurada el 19 d'octubre de 2003, és obra de l'escultor valencià Andreu Alfaro i Hernández, per encàrrec del Port de Barcelona per la reforma del Moll de la Fusta. Està formada per 7 arcs tubulars d'acer que representen les ones del proper mar Mediterrani, amb 42 metres d'alçada i 37 tones de pes.
És una obra que ocupa un gran espai, sense constituir una barrera, al contrari, convida a passar-hi per sota. Destaca sobre la plaça i dona la benvinguda a les persones que arriben o marxen per mar o s'endinsen a la zona portuària.